# Chidera Ejuke
Chidera Ejuke (2 januari 1998) is een Nigeriaans voetballer die doorgaans als vleugelaanvaller speelt. Hij verruilde sc Heerenveen in augustus 2020 voor CSKA Moskou. Ejuke debuteerde in 2020 in het Nigeriaans voetbalelftal.

## Clubcarrière
Ejuke speelde in Nigeria voor Gombe United, waarna hij in 2017 naar het Noorse Vålerenga IF vertrok. Hij debuteerde voor deze club op 26 april 2017, in een met 0-8 gewonnen bekerwedstrijd tegen Gran IL, waarin hij in de 90+1e minuut de 0-8 scoorde. Hij speelde drie seizoenen voor Vålerenga IF, waarna hij voor een transfersom van twee miljoen euro naar sc Heerenveen vertrok. Hier tekende hij een contract tot medio juni 2023. In zijn eerste seizoen in Friesland werd Ejuke clubtopscorer met negen doelpunten en vier assists. Op 28 augustus 2020 kondigde sc Heerenveen aan dat het een akkoord had bereikt met CSKA Moskou over een overgang van de Nigeriaan naar de Russische topclub. De Friezen ontvingen elf en een half miljoen euro voor de vleugelspeler, die een contract tot medio 2024 bij zijn nieuwe club tekende.

### Clubstatistieken

#### Beloften
| Seizoen                    | Club            | Land            | Competitie      | Competitie | Competitie | Overig | Overig | Totaal | Totaal |
| Seizoen                    | Club            | Land            | Competitie      | Wed.       | Dlp.       | Wed.   | Dlp.   | Wed.   | Dlp.   |
| -------------------------- | --------------- | --------------- | --------------- | ---------- | ---------- | ------ | ------ | ------ | ------ |
| 2017                       | Vålerenga IF II | Noorwegen       | 2. Divisjon     | 10         | 1          | –      | –      | 10     | 1      |
| 2018                       | Vålerenga IF II | Noorwegen       | 2. Divisjon     | 4          | 2          | –      | –      | 4      | 2      |
| 2019                       | Vålerenga IF II | Noorwegen       | 3. Divisjon     | ?          | ?          | –      | –      | ?      | ?      |
| Totaal beloften            | Totaal beloften | Totaal beloften | Totaal beloften | 14         | 3          | 0      | 0      | 14     | 3      |
| Bijgewerkt op 15 juli 2019 |                 |                 |                 |            |            |        |        |        |        |

#### Senioren
| Seizoen                       | Club            | Land            | Competitie      | Competitie | Competitie | Beker | Beker | Totaal | Totaal |
| Seizoen                       | Club            | Land            | Competitie      | Wed.       | Dlp.       | Wed.  | Dlp.  | Wed.   | Dlp.   |
| ----------------------------- | --------------- | --------------- | --------------- | ---------- | ---------- | ----- | ----- | ------ | ------ |
| 2017                          | Vålerenga IF    | Noorwegen       | Eliteserien     | 16         | 4          | 5     | 1     | 21     | 5      |
| 2018                          | Vålerenga IF    | Noorwegen       | Eliteserien     | 29         | 3          | 3     | 0     | 32     | 3      |
| 2019                          | Vålerenga IF    | Noorwegen       | Eliteserien     | 14         | 6          | 2     | 1     | 16     | 7      |
| 2019/20                       | SC Heerenveen   | Nederland       | Eredivisie      | 25         | 9          | 3     | 1     | 28     | 10     |
| 2020/21                       | FK CSKA Moskou  | Rusland         | Premjer-Liga    | 25         | 5          | 3     | 0     | 28     | 5      |
| 2021/22                       | FK CSKA Moskou  | Rusland         | Premjer-Liga    | 30         | 5          | 2     | 0     | 32     | 5      |
| 2022/23                       | → Hertha BSC    | Duitsland       | Bundesliga      | 12         | 0          | 1     | 0     | 13     | 0      |
| Totaal senioren               | Totaal senioren | Totaal senioren | Totaal senioren | 151        | 32         | 19    | 3     | 170    | 35     |
| Carrièretotaal                | Carrièretotaal  | Carrièretotaal  | Carrièretotaal  | 165        | 35         | 19    | 3     | 184    | 38     |
| Bijgewerkt op 3 november 2022 |                 |                 |                 |            |            |       |       |        |        |

## Interlandcarrière
Ejuke maakte zijn debuut voor het Nigeriaans voetbalelftal op 13 oktober 2020, tijdens een vriendschappelijke interland tegen Tunesië die in een 1-1 gelijkspel eindigde. Hij kwam tien minuten voor tijd in het veld voor Samuel Chukwueze.